# McLaren MP4/7A
Chronologie des modèles (1992)
McLaren MP4/6B McLaren MP4/8
La McLaren MP4/7A est la monoplace de Formule 1 engagée par l'écurie McLaren Racing dans le cadre de la saison 1992 de Formule 1. Conçue par les ingénieurs Neil Oatley et Henri Durand, elle est pilotée par le Brésilien Ayrton Senna et l'Autrichien Gerhard Berger, respectivement présents au sein de l'équipe depuis 1988 et 1990. Les pilotes essayeurs sont les Britanniques Mark Blundell et Allan McNish. La MP4/7A est équipée d'un moteur V12 Honda.

## Historique

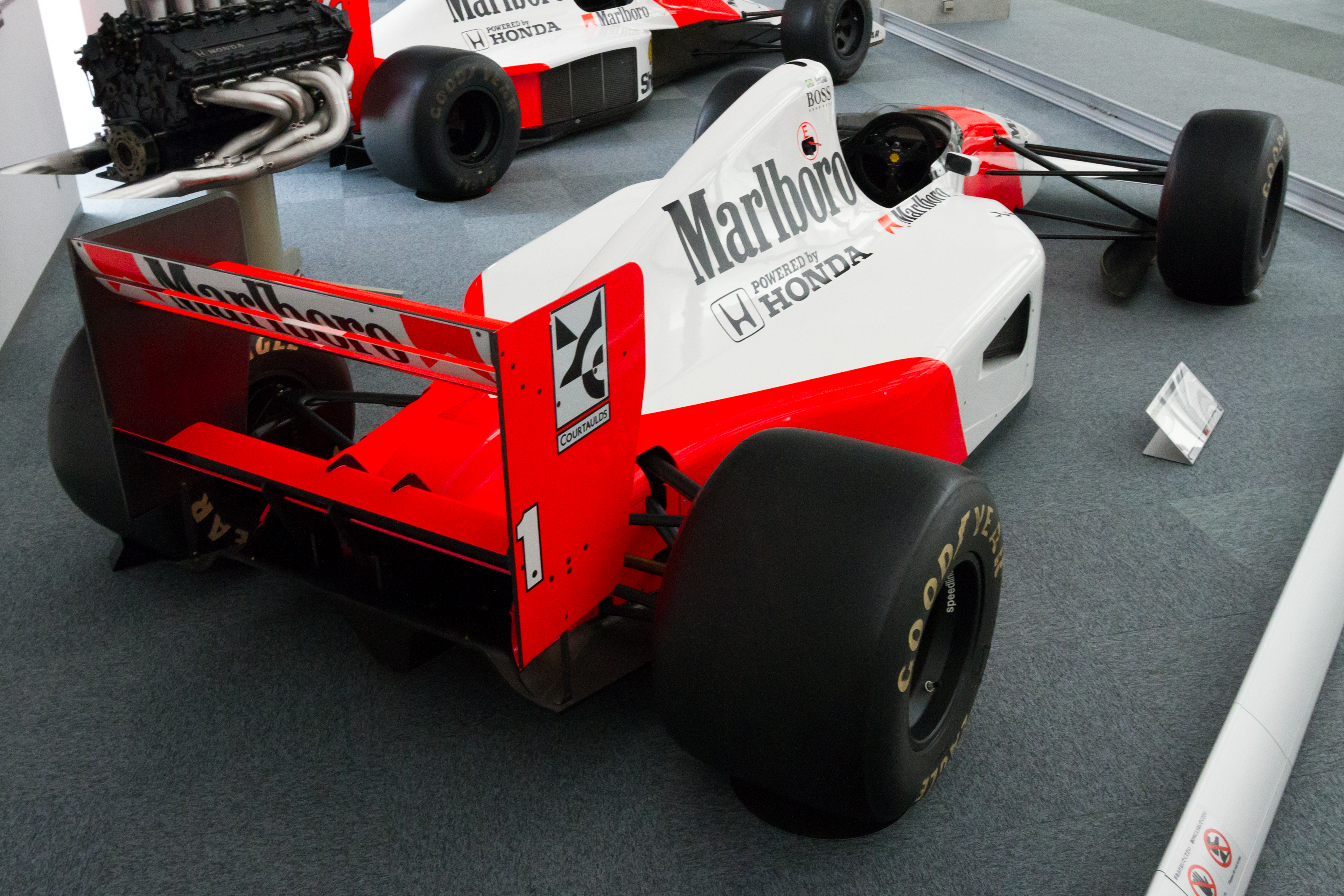
Vue arrière de la McLaren MP4/7A de Senna, exposée au Honda Collection Hall.

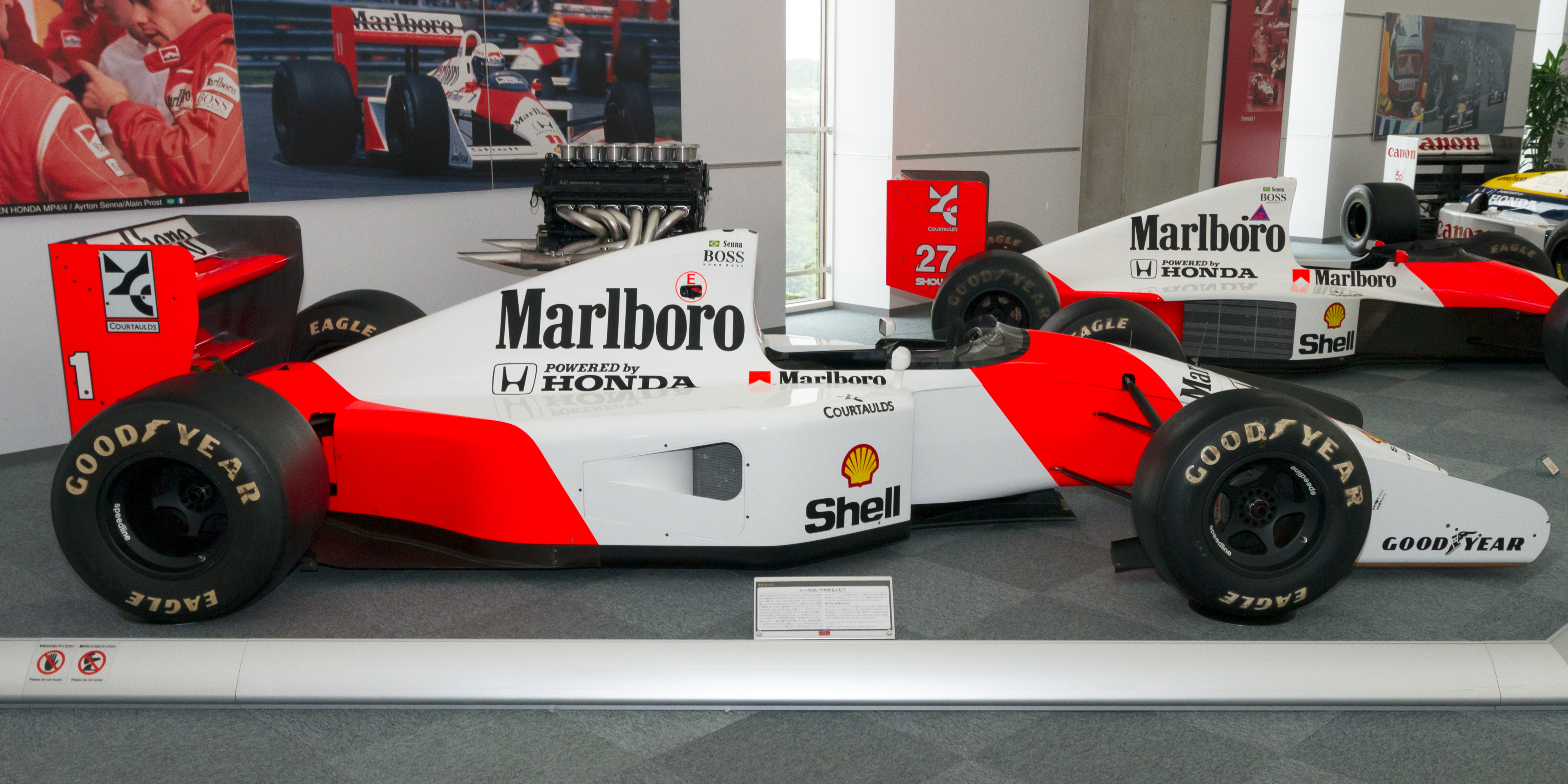
Profil droit de la McLaren MP4/7A de Senna, exposée au Honda Collection Hall.

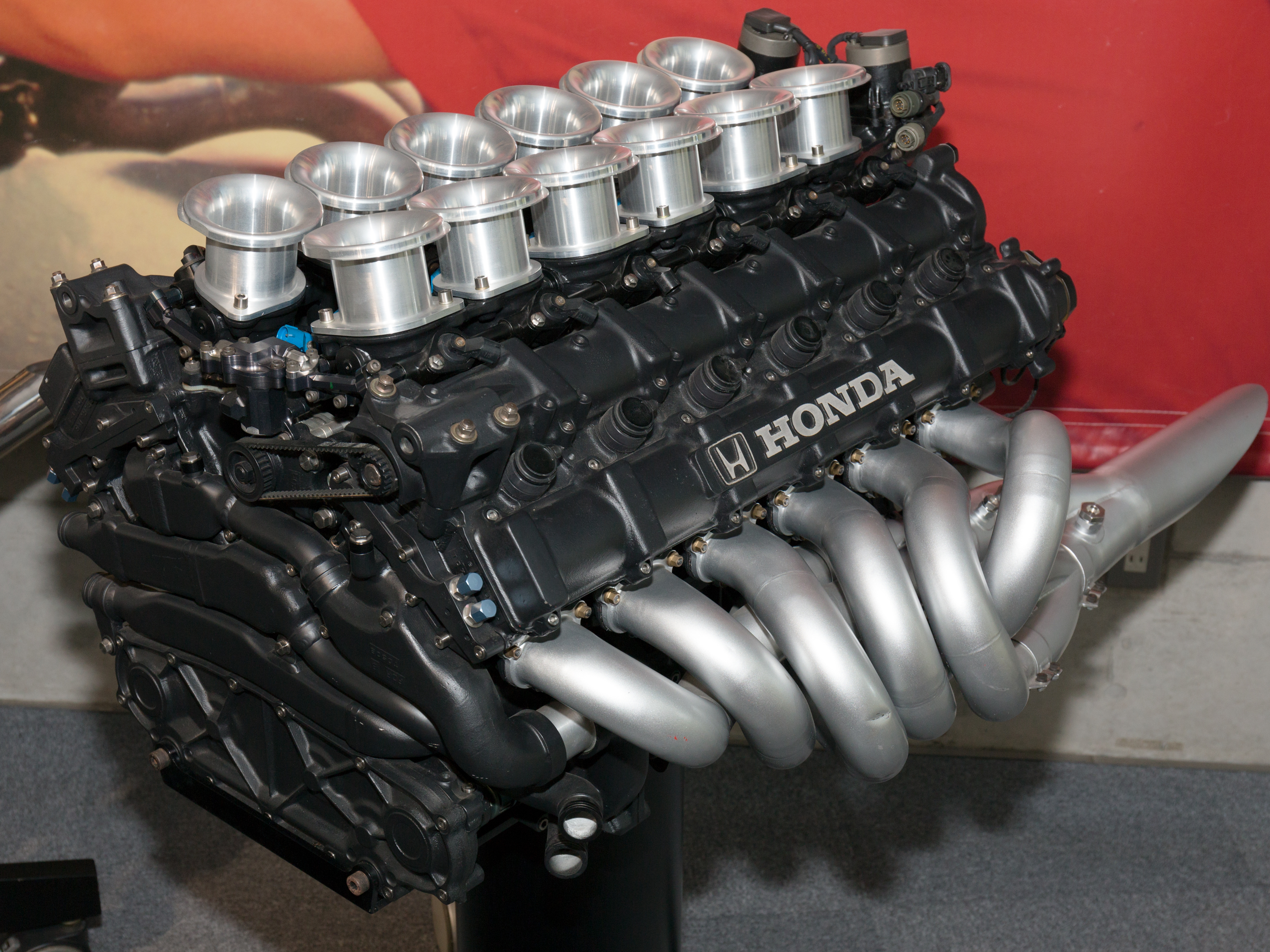
Le moteur Honda RA122E.

La McLaren MP4/6B dispute les deux premiers Grands Prix de la saison 1992, le temps que la MP4/7A, difficile à mettre au point, soit fin prête. Lors de son premier engagement, au Brésil, Senna et Berger sont respectivement quatrième et cinquième du championnat des pilotes, loin derrière les pilotes Williams F1 Team Nigel Mansell et Riccardo Patrese. McLaren, seconde du championnat des constructeurs avec 9 points, accuse un retard de 21 longueurs sur l'écurie de Frank Williams. La MP4/7A se distingue par une inédite boite de vitesses semi-automatique, un moteur V12 ouvert à 75° et un accélérateur fly by wire, permettant d'accélérer tout en passant les vitesses,.
À Interlagos, Ayrton Senna se qualifie en troisième position, à 2,1 secondes de Nigel Mansell, tandis que Gerhard Berger obtient le quatrième temps à 6 dixièmes de son coéquipier. En course, Berger, vite relégué en fond de peloton, abandonne au bout de quatre tours en raison d'une surchauffe de son moteur, tandis que Senna se retire treize boucles plus loin sur un problème électrique,.
En Espagne, Senna est de nouveau troisième en qualifications, à 1 seconde du Britannique, alors que Berger est septième à 2,5 secondes du meilleur temps. Lors de la course, disputée sous la pluie, le Brésilien, longtemps troisième, part en tête-à-queue à trois tours de la fin de l'épreuve, l'obligeant à abandonner, tandis que son coéquipier termine quatrième, à 1 min 20 s de Mansell,.
La suite du championnat est plus fructueuse pour l'écurie. Lors de la course suivante, à Saint-Marin, Senna retrouve le podium et termine troisième, à 42 secondes de Mansell, alors que Berger s'accroche avec la Ferrari F92A de Jean Alesi. 
Au Grand Prix de Monaco, Senna, troisième des qualifications à 1,1 seconde de Mansell, poursuit le Britannique tout au long de l'épreuve et s'empare de la première place au soixante-et-onzième tour, remportant ainsi la victoire pour 215 millièmes de seconde, alors que Berger, cinquième des qualifications, casse sa boite de vitesses au trente-deuxième tour,.
Lors de l'épreuve suivante, au Canada, Senna décroche l'unique pole position de la saison pour McLaren, à 97 millièmes de Riccardo Patrese, alors que Berger obtient le quatrième temps, à 370 millièmes de son coéquipier. Profitant des rapides abandons des pilotes Williams, les deux pilotes McLaren dominent la course, Berger prenant la tête de l'épreuve à la suite de l'abandon de Senna au trente-septième tour sur une panne électrique. L'Autrichien remporte la victoire et signe le meilleur tour en course,,.
Après un abandon pour Senna, impliqué dans un carambolage, et une panne moteur pour Berger au Grand Prix de France, Senna est victime de sa boite de vitesses en Grande-Bretagne à sept tours de l'arrivée, tandis que Berger termine cinquième. Le Brésilien obtient toutefois une seconde place en Allemagne,,.
En Hongrie, Senna, troisième des qualifications à près de 8 dixièmes des Williams, double Mansell dès le premier tour, puis Patrese au trente-neuvième, remportant ainsi sa seconde victoire de la saison, tandis que Berger, cinquième à 1,8 seconde du meilleur temps, termine troisième à 50 secondes de son coéquipier. Toutefois, Nigel Mansell est sacré champion du monde à cinq courses de la fin du championnat,.
En Belgique, Senna obtient le deuxième temps qualificatif à 2,1 secondes de Mansell, alors que Berger est sixième à 4 secondes de la pole. En course, Senna termine cinquième sous la pluie, à 1 min 8 s de la Benetton B192 de Michael Schumacher, tandis que son coéquipier est victime de sa transmission dès le premier tour,.
Lors du Grand Prix d'Italie, les rumeurs annoncent que Senna sera aux côtés d'Alain Prost chez Williams en 1993, tandis qu'il serait remplacé chez McLaren par Schumacher. Lors de la course, Senna profite des déboires de Mansell et Patrese pour gagner la course, tandis que Berger, parti des stands, termine quatrième.
La saison se termine avec les honneurs pour McLaren : bien que Senna abandonne à Suzuka et Adélaïde, il termine troisième et signe le meilleur tour en course du Grand Prix du Portugal, tandis que Berger termine deuxième. L'Autrichien réitère cette performance au Grand Prix du Japon et remporte la victoire en Grand Prix d'Australie,,.
À l'issue de la saison, McLaren Racing est deuxième du championnat du monde des constructeurs avec 99 points. Avec 50 points, Ayrton Senna est quatrième au championnat du monde des pilotes, tandis que Gerhard Berger, détenteur de 49 unités, est cinquième,.

## Résultats en championnat du monde de Formule 1
| Saison | Écurie                 | Moteur           | Pneus    | Pilotes        | Courses | Courses | Courses | Courses | Courses | Courses | Courses | Courses | Courses | Courses | Courses | Courses | Courses | Courses | Courses | Courses | Points inscrits | Classement |
| Saison | Écurie                 | Moteur           | Pneus    | Pilotes        | 1       | 2       | 3       | 4       | 5       | 6       | 7       | 8       | 9       | 10      | 11      | 12      | 13      | 14      | 15      | 16      | Points inscrits | Classement |
| ------ | ---------------------- | ---------------- | -------- | -------------- | ------- | ------- | ------- | ------- | ------- | ------- | ------- | ------- | ------- | ------- | ------- | ------- | ------- | ------- | ------- | ------- | --------------- | ---------- |
| 1992   | Honda Marlboro McLaren | Honda RA122E V12 | Goodyear |                | AFS     | MEX     | BRÉ     | ESP     | SMR     | MON     | CAN     | FRA     | GBR     | ALL     | HON     | BEL     | ITA     | POR     | JAP     | AUS     | 99*             | 2e         |
| 1992   | Honda Marlboro McLaren | Honda RA122E V12 | Goodyear | Ayrton Senna   |         |         | Abd     | 9e**    | 3e      | 1er     | Abd     | Abd     | Abd     | 2e      | 1er     | 5e      | 1er     | 3e      | Abd     | Abd     | 99*             | 2e         |
| 1992   | Honda Marlboro McLaren | Honda RA122E V12 | Goodyear | Gerhard Berger |         |         | Abd     | 4e      | Abd     | Abd     | 1er     | Abd     | 5e      | Abd     | 3e      | Abd     | 4e      | 2e      | 2e      | 1er     | 99*             | 2e         |

Légende : ici 
- * 9 points marqués avec la McLaren MP4/6B.
- ** Le pilote n'a pas franchi la ligne d'arrivée mais est classé pour avoir parcouru plus de 90 % de la distance de course.